# Pierre Le Don
Pour les articles homonymes, voir Le Don.
Pierre Le Don, né le 30 novembre 1932 à Paris, est un coureur cycliste français, professionnel de 1958 à 1959.

## Palmarès

### Palmarès amateur
- 1955
  - Paris-Laon
  - 2e du Circuit du Cher
- 1956
  - Grand Prix de Saint-Cloude
  - 2e de Paris-Vierzon
  - 3e de Paris-Dreux
- 1957
  - Tour de Slovaquie :
    - Classement général
    - 2e étape

  - 2e de Paris-Vailly
  - 3e de Paris-Fontenailles

### Palmarès professionnel
- 1958
  - Tour de la Loire
  - 2e du Circuit des Boucles de la Loire
  - 2e du Grand Prix de Sainte-Lucie-sur-Loire
  - 2e du Paris-Camembert
- 1959
  - 1rea et 13e étapes du Tour d'Espagne (contre-la-montre par équipes)

### Résultats sur les grands tours

#### Tour d'Espagne
1 participation
- 1959 : abandon, vainqueur des 1rea et 13e étapes (2 contre-la-montre par équipes)